# Pierre Batiffol
Pierre Batiffol (* 27. Januar 1861 in Toulouse; † 13. Januar 1929 in Paris) war ein römisch-katholischer Geistlicher und Kirchenhistoriker.
Batiffol studierte von 1878 an am Pariser Priesterseminar Saint-Sulpice Philosophie und Theologie. Nach seiner Priesterweihe 1884 setzte er sein Studium am Institut Catholique und an der École pratique des hautes études fort. Er studierte beim Kirchenhistoriker Louis Duchesne. Anschließend studierte er von 1887 bis 1889 in Rom, insbesondere bei Giovanni Battista de Rossi, Archäologie, erforschte die Liturgie und die antike christliche Literatur. Ein besonderes Augenmerk legte er dabei auf die Prüfung des Codex Beratinus 1, des Codex Beratinus 2 und des Codex Curiensis sowie einiger andere Handschriften. 1887 entdeckte er und beschrieb den Codex Vaticanus Graecus 2061.
Von 1889 bis 1898 und von 1907 bis 1929 wirkte er als Hausgeistlicher an der Pariser Ecole Sainte-Barbe. Zusammen mit seinem Freund Marie-Joseph Lagrange gründete er 1892 die Zeitschrift Revue Biblique, die die Historisch-kritische Methode der Exegese des Alten und Neuen Testament vertrat. 1899 begründete er außerdem das Bulletin de littérature ecclésiastique.
1898 wurde er Leiter des Katholischen Instituts von Toulouse.
Seinen Schwerpunkt setzte er im Bereich der historisch-kritischen Theologie, insbesondere im Bereich Dogmengeschichte. Dabei wurde seine Studie über die Eucharistie aus dem Jahr 1905 auf den Index librorum prohibitorum gesetzt. Dadurch und aufgrund seiner hagiographischen Kritik verlor er nach dem Erscheinen der Enzyklika Pascendi vom 8. September 1907 unter dem Vorwurf des Modernismus seinen Lehrstuhl.
Er lebte fortan in Paris und wirkte seit 1915 als Titulardomherr an der Kathedrale Notre-Dame de Paris.

## Werke
- Evangeliorum codex Graecus purpureus Beratinus ɸ. In: Mélanges d’archéologie et d’histoire de l’école française de Rome 5 (Paris and Rome, 1882), S. 358–376.
- Les manuscrits grecs de Berat d’Albanie et le Codex Purpureus. Paris 1886.
- Didaskalia 318 patrum Pseudepigraphen. 1887.
- Ungedruckte Papst- und Kaiserurkunden aus basilianischen Archiven. In: Römische Quartalschrift für Christliche Altertumskunde und Kirchengeschichte 1888, S. 36.
- Studia Patristica. 2 Bände, 1889/1890.
- La Vaticane de Paul IV à Paul V. 1890.
- L’Abbaye de Rossano. 1891.
- L’Histoire du bréviaire romain. Paris 1893.
- Anciennes littératures chrétiennes: La littérature grecque. 1897.
- Six Leçons sur les évangiles, 1897.
- Etudes d’histoire et de théologie positive, 1902.
- L’Eucharistie. La présence réelle et la transsubstantiation, 1905.
- mit Alfred Loisy: L’Enseignement de Jésus, 1905.
- L’Avenir du prochain Catholicisme en France, 1907.
- L’Église naissante et le catholicisme, 1908; deutsch: Urkirche und Katholizismus, 1910.
- La paix constantinienne, 1914.
- Leçons sur la messe, 1916.
- Etudes de liturgie et d’archéologie chrétienne, 1919.
- Le catholicisme de Saint Augustin, 2 Bände, 1920.
- mit Louis Bréhier: Les Survivances du Culte Impérial Romain, à propos des Riten shintoïstes, 1920.
- Le Siège apostolique, 1924.
- Saint Gregoire le Grand, 1925.
- Catholicisme et papauté, 1926.
- Cathedra Petri: Études d’Histoire ancienne de l’Église, posthum 1938.